# محمد بن الحسين البغدادي
محمد بن الحسين بن عبد الله بن أحمد بن يوسف بن الشبل بن أسامة البغدادي يُكنى بأبي علي. اختُلف في سرد نسبه.

## مولده ونشأته
ولد في بغداد سنة إحدى وأربعمئة للهجرة، ونشأ في ظل والديه وأسرته، كانت جوانب حياته غامضة، وما وصل إلينا من شعره لا يكشف لنا عن حياته الخاصة، ولعل هذا يعود إلى أنه لم يشتهر في وقت مبكر من حياته، فضاع بذلك معظم شعره.

## شيوخه وثقافته
على الرغم من الحياة السياسية القلقة التي عاشتها بغداد في ظل السلاجقة، إلا أنها مع ذلك ظلت مركز إشعاع حضاري وثقافي، وخاصة في ظل نظام الملك الذي استقطب إليها العلماء والمفكرين من كل حدب وصوب، وبنى فيها المدارس والمراكز العلمية وجعلها ملتقى للعلماء.

ففي هذه الأجواء العلمية نشأ ابن الشبل وتفتحت عيونه على منابع العلم والثقافة في بغداد، فحاول أن ينهل من معارفها وعلومها ما اتّسع لها من ذراعه، إذ كان في بغداد نخبة من الشيوخ أخذ عنهم فقهه وأدبه وعلومه الأخرى التي عملت على تكوينه الثقافي والفكري وصقلت مواهبه ووسعت مداركه. فقد أخذ الحديث عن شيخي عصره آنذاك، البادا وابن المقتدر الهاشمي. وأخذ علوم الطب والفلك عن التكريتي، يقول ابن القيسراني «سمع أحمد بن علي البادا وروى الحديث»، ويقول السمعاني «سمع الحديث من أبي الحسين بن المقتدر بالله الهاشمي»، ويقول ياقوت«أخذ عن أبي نصر يحيى بن جرير التكريتي وغيره»، ويقول ابن النجار «وكان أبو علي هذا إماماً في النحو واللغة وعلم الأدب».
 وقد كان ابن الشبل صاحب شخصية واسعه الاطلاع، متنوعة الثقافة والأدب، إذ لم يكتف بعلوم الشرع واللسات، وإنما تجاوز ذلك إلى دراسة العلوم المنقولة، فقد كان فقيهاً وتحوياً ولغوياً وأديباً وشاعراً وطبيباً وفيلسوفاً ومتكلماً.

## تلاميذه
لم تكن المعارف والعلوم الواسعة المتنوعة التي حصل عليها البغدادي خبيسة صدره، وإنما حاول أن يضعها في أيدي الباحثين عن الحقيقة والراغبين في العلم والتحصيل. فمن طلابه أبي القاسم السمرقندي وأبي الحسن بن عبد الكريم وأبي سعد الزوزني محمد بن القاسم بن المظفر القاضي بالموصل. ويقول الذهبي: «روى عنه إسماعيل بن السمرقندي وأبو الحسن بن عبد السلام وأبو سعد الزوزني وشجاع الهذلي وآخرون».

## وفاته
يرى الذين ترجموا لابن الشبل أنه توفي ببغداد، ولكنهم اختلفوا في زمن وفاته، فمنهم من يرى أنه توفي في سنة 473 هـ، ويبدو أن هذه الروابة الصحيحة، لأن المارستانية كان قريب عهد من ابن شبل، بل معاصراً له.